# レン・ハットン
サー・レオナルド・ハットン（英: Sir Leonard Hutton、1916年6月23日 - 1990年9月6日）は、イングランド出身のクリケット選手。ポジションはバッツマン。レン（Len）という名前で知られる。